# Lijst van voetbalinterlands Australië - Verenigde Staten (vrouwen)
Deze lijst van voetbalinterlands is een overzicht van alle officiële voetbalinterlands tussen de nationale vrouwenteams van Australië en de Verenigde Staten. De landen hebben tot nu toe 36 keer tegen elkaar gespeeld.

## Wedstrijden
| №  | Plaats        | Datum             | Competitie             | Wedstrijd                    | Uitslag |
| -- | ------------- | ----------------- | ---------------------- | ---------------------------- | ------- |
| 1  | Taipei        | 16 december 1987  | Vriendschappelijk      | Australië − Verenigde Staten | 0 − 6   |
| 2  | Hamilton      | 7 juli 1993       | Vriendschappelijk      | Verenigde Staten − Australië | 6 − 0   |
| 3  | Phoenix       | 20 januari 1995   | Vriendschappelijk      | Verenigde Staten − Australië | 5 − 0   |
| 4  | Phoenix       | 23 januari 1995   | Vriendschappelijk      | Verenigde Staten − Australië | 4 − 1   |
| 5  | Helsingborg   | 10 juni 1995      | WK 1995                | Verenigde Staten − Australië | 4 − 1   |
| 6  | Piscataway    | 3 augustus 1995   | Vriendschappelijk      | Verenigde Staten − Australië | 4 − 2   |
| 7  | Tampa         | 4 juli 1996       | Vriendschappelijk      | Verenigde Staten − Australië | 2 − 1   |
| 8  | Pensacola     | 6 juli 1996       | Vriendschappelijk      | Verenigde Staten − Australië | 2 − 1   |
| 9  | Melbourne     | 28 februari 1997  | Vriendschappelijk      | Australië − Verenigde Staten | 0 − 4   |
| 10 | Bathurst      | 3 maart 1997      | Vriendschappelijk      | Australië − Verenigde Staten | 1 − 3   |
| 11 | Canberra      | 5 maart 1997      | Vriendschappelijk      | Australië − Verenigde Staten | 0 − 3   |
| 12 | Ambler        | 5 juni 1997       | Vriendschappelijk      | Verenigde Staten − Australië | 9 − 1   |
| 13 | Beaverton     | 3 juni 1999       | Vriendschappelijk      | Verenigde Staten − Australië | 4 − 0   |
| 14 | Adelaide      | 13 januari 2000   | Vriendschappelijk      | Australië − Verenigde Staten | 1 − 3   |
| 15 | Newcastle     | 11 juni 2000      | Vriendschappelijk      | Australië − Verenigde Staten | 0 − 1   |
| 16 | Cary          | 2 oktober 2002    | Vriendschappelijk      | Verenigde Staten − Australië | 4 − 0   |
| 17 | Blaine        | 21 juli 2004      | Vriendschappelijk      | Verenigde Staten − Australië | 3 − 1   |
| 18 | Thessaloniki  | 17 augustus 2004  | Olympische Spelen 2004 | Verenigde Staten − Australië | 1 − 1   |
| 19 | Fullerton     | 16 oktober 2005   | Vriendschappelijk      | Verenigde Staten − Australië | 0 − 0   |
| 20 | Cheonan       | 31 oktober 2006   | Vriendschappelijk      | Australië − Verenigde Staten | 0 − 2   |
| 21 | Cary          | 27 april 2008     | Vriendschappelijk      | Verenigde Staten − Australië | 3 − 2   |
| 22 | Birmingham    | 3 mei 2008        | Vriendschappelijk      | Verenigde Staten − Australië | 5 − 4   |
| 23 | Suwon         | 15 juni 2008      | Vriendschappelijk      | Australië − Verenigde Staten | 1 − 2   |
| 24 | Carson        | 16 september 2012 | Vriendschappelijk      | Verenigde Staten − Australië | 2 − 1   |
| 25 | Commerce City | 19 september 2012 | Vriendschappelijk      | Verenigde Staten − Australië | 6 − 2   |
| 26 | San Antonio   | 20 oktober 2013   | Vriendschappelijk      | Verenigde Staten − Australië | 4 − 0   |
| 27 | Winnipeg      | 8 juni 2015       | WK 2015                | Verenigde Staten − Australië | 3 − 1   |
| 28 | Seattle       | 27 juli 2017      | Tournament of Nations  | Verenigde Staten − Australië | 0 − 1   |
| 29 | East Hartford | 29 juli 2018      | Tournament of Nations  | Verenigde Staten − Australië | 1 − 1   |
| 30 | Commerce City | 5 april 2019      | Vriendschappelijk      | Verenigde Staten − Australië | 5 − 3   |
| 31 | Kashima       | 27 juli 2021      | Olympische Spelen 2020 | Verenigde Staten − Australië | 0 − 0   |
| 32 | Kashima       | 5 augustus 2021   | Olympische Spelen 2020 | Australië − Verenigde Staten | 3 − 4   |
| 33 | Sydney        | 27 november 2021  | Vriendschappelijk      | Australië − Verenigde Staten | 0 − 3   |
| 34 | Newcastle     | 30 november 2021  | Vriendschappelijk      | Australië − Verenigde Staten | 1 − 1   |
| 35 | Marseille     | 31 juli 2024      | Olympische Spelen 2024 | Verenigde Staten − Australië | 2 − 1   |
| 36 | Glendale      | 23 februari 2025  | SheBelieves Cup 2025   | Verenigde Staten − Australië | 2 − 1   |

## Samenvatting
| Competitie            | Totaal gespeeld | Winst Australië | Gelijk | Winst Verenigde Staten | Doelsaldo Australië – Verenigde Staten |
| --------------------- | --------------- | --------------- | ------ | ---------------------- | -------------------------------------- |
| WK-eindronde          | 2               | 0               | 0      | 2                      | 2 − 7                                  |
| Olympische Spelen     | 4               | 0               | 2      | 2                      | 5 − 7                                  |
| Tournament of Nations | 2               | 1               | 1      | 0                      | 2 − 1                                  |
| SheBelieves Cup       | 1               | 0               | 0      | 1                      | 1 − 2                                  |
| Vriendschappelijk     | 27              | 0               | 2      | 25                     | 23 − 96                                |
| Totaal                | 36              | 1               | 5      | 30                     | 33 − 113                               |